# Народжені в 68-му
«Народжені в 68-му» (фр. Nés en 68) — французький драматичний фільм 2008 року, поставлений режисерами Олів'є Дюкастелем і Жаком Мартіно. Фільм розповідає про долі молодих людей протягом 20 років, від травневих подій 1968-го до теперішнього часу.

## Сюжет
Дія фільму починається в Парижі під час травневих заворушень 1968 року. 20-літні студенти Катрін, Ів і Ерве навчаються в Сорбонні і утворюють «любовний трикутник». Революційні події корінним чином змінили їхнє життя. Катрін ледве не помирає під час нелегального аборту. Вдруге завагітнівши від Іва, вона народжує доньку, якій дає ім'я Людмила. Разом з іншими друзями, які постраждали від руху хіпі, трійця переїжджає на покинуту ферму поблизу Фіжака в департаменті Лот, де вони, пройнявшись ідеями комунальної утопії, намагаються побудувати сексуальну комуну. Там вони знайомляться з сусідами Маріс і Сержем, у яких є син Крістоф.
Спочатку громада живе в гармонії вільного кохання. До спільноти долучається брат Катрін Мішель, але невдовзі йде від них через відсутність грошей і важку роботу на фермі. Кошти для існування забезпечує продаж вирощених овочів і козячий сир. Ерве вирішив продовжувати революційну боротьбу проти капіталізму і врешті-решт до Парижа повертається і Ів. На фермі залишається лише Катрін з двома дітьми, Людмилою і молодшим Борисом. Вона підтримує ферму за допомогою сусідів і свого брата, який одружився і оселився неподалік. Через деякий час з'являється Ерве, який перебуває в бігах за вбивство поліцейського. Мішель переховує його, а коли Ерве знаходять, здійснює самогубство. Його дружина Даліла і син Жозеф залишаються допомагати на фермі.
У 1989 році діти Катрін залишають ферму. Людмила виходить в Лондоні заміж за іранця Фарівара; Борис і Крістоф — геї, і живуть разом у Парижі. Обидва вони інфіковані ВІЛ і працюють волонтерами в одній з ЛГБТ-організацій. Після смерті Крістофа від СНІДу, Борис ще активніше бере участь у наданні допомоги особам, які шукають притулку в церкві Сен-Бернар-де-ла-Шапель. Там він зустрічає Вінсента, який також працює волонтером.
Катрін, яка навіть через 20 років не відмовилася від своїх ідеалів свободи і волі, перебуває у складних стосунках як з донькою, яка перебуває у шлюбі, так і з сином, який звинувачує Міттерана в тому, що той замовчує проблему СНІДу. Лише коли лікарі виявили у Катрін ракову пухлину, вона мириться з дітьми і невдовзі помирає. Борис з Вінсентом укладають договір цивільного партнерства. Ів живе разом зі своєю партнеркою в Парижі.
Дія фільму закінчується подіями весни 2007 року, під час президентських виборів, в ході яких до другого туру проходять Ніколя Саркозі і Жан-Марі Ле Пен. Для Іва це означає крах його мрії, за яку він боровся усе своє життя. Йдучи ввечері перед виборами Площею Бастилії, Ів спостерігає за колоною молодих демонстрантів біля Липневої колони, які є наступним поколінням французів, що прагнуть змін у суспільстві.

## У ролях
| Летиція Каста   | ···· | Катрін  |
| Яннік Реньє     | ···· | Ів      |
| Янн Трегуе      | ···· | Ерве    |
| Крістін Сітті   | ···· | Маріс   |
| Марк Кітті      | ···· | Серж    |
| Сабріна Сейвеку | ···· | Людмила |

| Тео Фріле     | ···· | Борис                    |
| Едуар Коллін  | ···· | Крістоф                  |
| Кейт Моран    | ···· | Кароліна                 |
| Фейрія Деліба | ···· | Даліла                   |
| Тібо Венсон   | ···· | Вінсент, коханець Бориса |
| П'єр-Лу Ражо  | ···· | батько Катрін            |

## Визнання
| Нагороди та номінації фільму «Народжені в 68-му» | Нагороди та номінації фільму «Народжені в 68-му» | Нагороди та номінації фільму «Народжені в 68-му» | Нагороди та номінації фільму «Народжені в 68-му» | Нагороди та номінації фільму «Народжені в 68-му» | Нагороди та номінації фільму «Народжені в 68-му» |
| Рік                                              | Кінофестиваль/кінопремія                         | Категорія/нагорода                               | Номінант                                         | Результат                                        | Результат                                        |
| ------------------------------------------------ | ------------------------------------------------ | ------------------------------------------------ | ------------------------------------------------ | ------------------------------------------------ | ------------------------------------------------ |
| 2008                                             | Кінофестиваль романтичного кіно у Кабурі         | «Золотий Сван» найкращій акторці                 | Летиція Каста                                    | Перемога                                         |                                                  |
| 2008                                             | Кінофестиваль романтичного кіно у Кабурі         | «Золотий Сван» найкращому молодому актору        | Яннік Реньє                                      | Перемога                                         |                                                  |